# Тамарин, Александр Лазаревич
Александр Лазаревич Тамарин (1908—1989) — советский бактериолог, военный деятель, полковник, лауреат Сталинской премии второй степени (1943).

## Биография
Родился 15 ноября 1908 года в Славянске, в семье врача Лазаря Александровича Тамарина, специалиста в области кожных и венерических болезней. Семья жила в доме Кузнецова на Гоголевской улице, 19.
В РККА — с 1931 года. Член ВКП(б).
Занимал ряд медицинских и командных должностей в РККА.
Принимал участие в Великой Отечественной войне, военврач первого ранга.
После Великой Отечественной войны в звании полковника медицинской службы продолжил службу в Советской Армии и занимался научной деятельностью в её рядах.
В 1941 году совместно с Н. Н. Гинсбургом (1901—1969) разработал живую вакцину СТИ на основе селекционированного ими бескапсульного штамма возбудителя сибирской язвы СТИ-1. Штамм СТИ-1 был выделен Гинсбургом и Тамариным в Санитарно-техническом институте в Кирове 29 мая 1940 года из штамма «Красная Нива» путём многократного отбора бескапсульных вариантов на свёрнутой лошадиной сыворотке. В конце 1941 года вакцина СТИ была представлена на государственные испытания, а с 1942 года стала широко использоваться для иммунизации вначале животных, а затем людей. 
В отставке — с 1968 года.
Умер в 1989 году в Свердловске. Похоронен на Сибирском кладбище рядом с женой Тамарой Семёновной Тамариной (1911—1988).

## Награды
- орден Ленина (30.12.1956)
- орден Красного Знамени (19.11.1951)
- орден Отечественной войны II степени (6.4.1985)[4]
- орден Трудового Красного Знамени (10.06.1942)[5]
- орден Красной Звезды (05.11.1946)
- медаль «За боевые заслуги» (03.11.1944)
- медаль «За победу над Германией в Великой Отечественной войне 1941—1945 гг.» (09.05.1945)[6]
- Сталинская премия второй степени (1943) — за изобретение нового медицинского препарата (сибиреязвенной вакцины).